# Mohammed Dauda
Mohammed Dauda (* 20. Februar 1998) ist ein ghanaischer Fußballspieler. Aktuell steht er beim belgischen Erstdivisionär RSC Anderlecht unter Vertrag.

## Karriere
Dauda begann seine Karriere beim Asante Kotoko SC, für den er zwischen 2015 und 2016 mindestens 31 Spiele in der Premier League absolvierte. Im Januar 2017 wechselte er nach Belgien zum RSC Anderlecht, wo er zunächst für die Reservemannschaft zum Einsatz kam.
Im Januar 2018 stand er gegen Waasland-Beveren erstmals im Profikader von Anderlecht. Sein Debüt in der Division 1A gab er im Februar 2018, als er am 25. Spieltag der Saison 2017/18 gegen den KV Mechelen in der 89. Minute für Ryōta Morioka eingewechselt wurde. Bis Saisonende kam er noch zu einem weiteren Einsatz in der Division 1A.
Im Oktober 2018 absolvierte er gegen Fenerbahçe Istanbul sein erstes Spiel in der UEFA Europa League. Nach fünf Spielen in der Division 1A in der Saison 2018/19 für Anderlecht wurde er im Januar 2019 in die Niederlande an Vitesse Arnheim verliehen.
Im Februar 2019 absolvierte er gegen den FC Groningen sein erstes Spiel für Vitesse in der Eredivisie. Im selben Monat erzielte er bei einem 3:0-Sieg gegen den FC Emmen sein erstes Tor in der höchsten niederländischen Spielklasse. Bis Saisonende kam er zu zwölf Einsätzen in der Eredivisie, in denen er drei Tore erzielte. Vitesse wollte diese Ausleihe gerne verlängern, konnte sich darüber aber mit dem RSC Anderlecht nicht einigen.
In den ersten fünf Spielen der neuen Saison 2019/20 stand er nicht im Kader des RSC Anderlecht. Ende August 2019 wurde mit dem aktuell in der Superliga, der höchsten dänischen Liga, spielenden Esbjerg fB eine Ausleihe für ein Jahr mit anschließender Kaufoption vereinbart. Da durch die COVID-19-Pandemie die Saison 2019/20 der Superliga erst Ende Juli 2020 abgeschlossen ist, wurde vereinbart, die Ausleihe bis dahin zu verlängern.
Dauda bestritt für Esbjerg 17 von 19 möglichen Ligaspielen, 5 von 6 möglichen Spielen der Abstiegsrunde sowie 3 Pokalspiele. Nach Ablauf der Ausleihe kehrte er zur Saison 2020/21 zum RSC Anderlecht zurück. In dieser Saison bestritt er 17 von 40 möglichen Ligaspielen für Anderlecht, in denen ein Tor schoss, sowie drei Pokalspiele. Ende August 2021 wurde er kurz vor Ende der Transferfensters für den Rest der Saison an den spanischen Zweitligisten FC Cartagena ausgeliehen. Bis dahin hatte er in der neuen Saison lediglich ein Qualifikationsspiel zur Conference League für den RSC Anderlecht, aber kein Ligaspiel bestritten. 
Dauda bestritt für Cartagena 35 von 39 möglichen Ligaspielen, in denen er neun Tore schoss, sowie drei Pokalspiele. Die Ausleihe wurde nicht verlängert, so dass er in der Saison 2022/23 zunächst wieder zum Kader des RSC Anderlecht gehörte. Nach dem ersten Spiel der neuen Saison, bei dem er nicht eingesetzt wurde, wurde Dauda für die Saison 2022/23 wieder in die spanischen 2. Liga, diesmal aber an den CD Teneriffa mit anschließender Kaufoption verliehen.